# Lilia Wahinemaikaʻi Hale

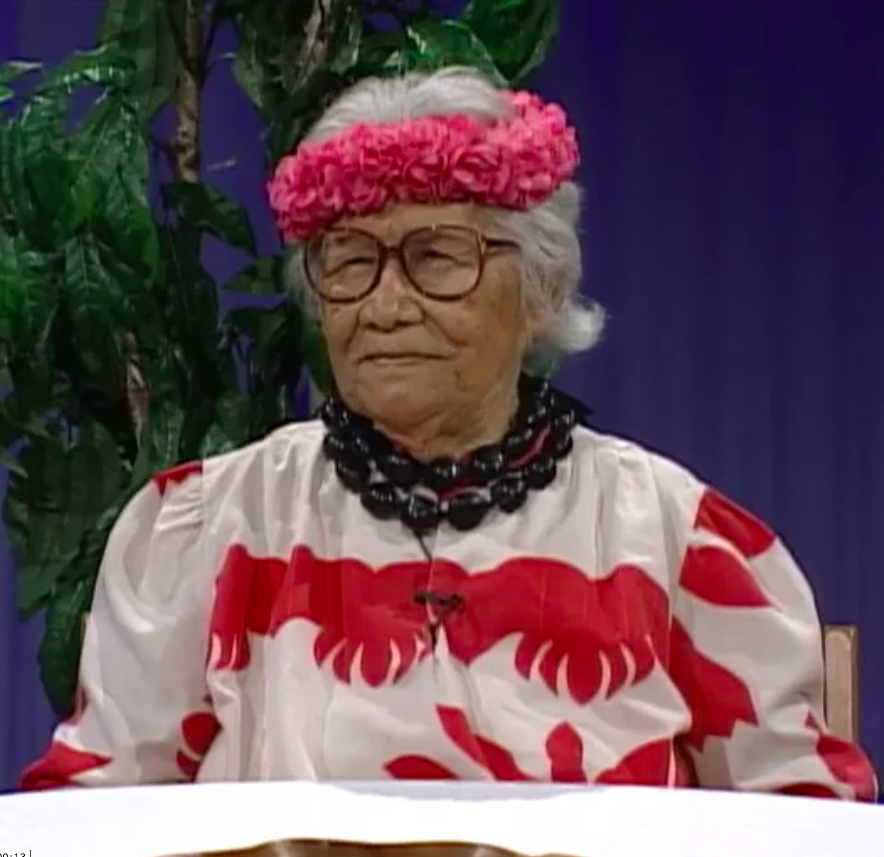
Foto

Lilia Wahinemaikaʻi Hale (Hawái, 20 de abril de 1913 – Waimanalo, 5 de junio de 2003) fue una educadora y música nativa hawaiana, destacada mānaleo (contadora de historias) en la Universidad de Hawái en Mānoa y figura importante en el renacimiento del idioma hawaiano.

## Biografía
Creció en el barrio de Kapālama en Honolulú, hija de Annie Kealohanui Kanahele y Herbert Kaʻaukea Kaʻapuiki; la crio su abuela Kamuela (Sam) Kanahele ( 1850 – 1937), quien le hablaba solo en hawaiano y le inculcó una férrea devoción a Dios.
De niña, solía ir con sus abuelos a visitar a familiares con lepra y llevarles fruta. Al fallecer su abuela, vivó con varios familiares en Molokai, Maui y Waiohinu hasta que su abuelo se volvió a casar.
En el colegio le prohibían hablar hawaiano, como a otros niños de esa época, lo que la traumatizó e hizo que abogara por mantener esa lengua.
De adulta vivió en Waimanalo, se casó dos veces y tuvo 24 nietos, 63 bisnietos y 16 tataranietos. Murió rodeada de sus familiares en casa y a petición suya sus cenizas se esparcieron en la bahía Napoopoo. 
Es coautora de Nā ʻŌlelo Noʻeau No Nā Keiki: Words of Wisdom For Children y Nā Hulu Kohukohu: Animal Sounds in the Hawaiian Language.